# غابرييل لايت
غابرييل لايت هو لاعب كرة قدم برازيلي في مركز الوسط، ولد في 6 مارس 1995 في كامبو غراندي في البرازيل. لعب مع نادي بالميراس.

## وصلات خارجية
- غابرييل لايت على موقع قاعدة بيانات كرة القدم.إي يو (الإنجليزية)
- غابرييل لايت على موقع Soccerway.com (الإنجليزية)